# Salpis gutta
Salpis gutta là một loài bướm đêm trong họ Geometridae.